# Decamastinocerus parvimandibularis
Decamastinocerus parvimandibularis är en skalbaggsart som beskrevs av Wittmer 1988. Decamastinocerus parvimandibularis ingår i släktet Decamastinocerus och familjen Phengodidae. Inga underarter finns listade i Catalogue of Life.